# Ajuntament de Morella
L'Ajuntament de Morella és l'administració pública local que governa i representa els interessos de la ciutat i municipi de Morella. Els seus responsables polítics són escollits per sufragi universal pels ciutadans de Morella amb dret a vot, en eleccions celebrades cada quatre anys. Actualment el sistema de règim municipal està constituït per la Llei de Bases del Règim Local de 1985 i, amb caràcter supletori, pel Reial Decret legislatiu de 1986.
Els òrgans bàsics a tots els ajuntaments són l'alcalde, els tinents d'alcalde, el ple i la comissió de govern.
El ple, integrat per tots els regidors, és presidit per l'alcalde, i li corresponen les funcions de major transcendència municipal, en particular el control i la fiscalització dels òrgans de govern. Les seues sessions són públiques.
La comissió de govern està integrada per l'alcalde i un nombre de regidors no superior a la tercera part d´aquests nomenats i destituïts, lliurement, per l'alcalde. A la comissió assisteix l'alcalde i té les atribucions que aquest i el ple l'hi deleguen.
Actualment, l'alcalde de Morella és en Rhamsés Ripollés Puig, membre del Partit Socialista del País Valencià (PSPV-PSOE).

## Composició
La composició de l'assemblea local per a la legislatura 2019-2023 és la següent:
| PSPV-PSOE | PP                                              |
| 1. Rhamsés Ripollés Puig 2. Rocío Querol Centelles 3. Joel Pacual Royo 4. Judit García Camañes 5. M. Carmen Escuder Beltran 6. M. Luz Blasco Querol 7. Joan C. Marcobal Ripollés 8. Ana Adell Jovaní 9. J. Manuel Rodrigo Valero | 1. J. Antonio Lecha Tena 2. Jacinta Muñoz Giner |

## Govern
Els membres de l'equip de govern de Morella són els següents:
| Nom                       | Partit | Partit    | Departament                                         |
| ------------------------- | ------ | --------- | --------------------------------------------------- |
| Rhamsés Ripollés Puig     |        | PSPV-PSOE | Alcalde                                             |
| Rocío Querol Carceller    |        | PSPV-PSOE | 1r Tinent d'Alcalde                                 |
| Joel Pacual Royo          |        | PSPV-PSOE | 2n Tinent d'Alcalde                                 |
| Judit García Camañes      |        | PSPV-PSOE | 3r Tinent d'Alcalde                                 |
| M. Carmen Escuder Beltran |        | PSPV-PSOE | Turisme, comerç, ocupació i igualtat                |
| M. Luz Blasco Querol      |        | PSPV-PSOE | Benestar, salut, gent gran, cooperació i tradicions |
| J. C. Marcobal Ripollés   |        | PSPV-PSOE | Hisenda, serveis urbans, manteniment i comunicació  |
| Ana Adell Jovaní          |        | PSPV-PSOE | Educació i serveis turístics                        |
| J. M. Rodrigo Valero      |        | PSPV-PSOE | Protecció ciutadana i mobilitat                     |